# Рабис
Рабис (арм. ռաբիս) или рабиз (арм. ռաբիզ) — жанр армянской популярной музыки, с элементами восточной (в основном арабской, турецкой) и частично армянской народной музыки.

## Происхождение названия
Несмотря на широкое использование термина, этимология или определение слова «рабис» не совсем понятна. Согласно некоторым источникам, оно происходит от русского словосочетания «работники искусства», использовавшегося в советское время для обозначения союзов, которые специализировались на создании новой музыки.

## История

### Советское время
Понятие рабис появилось в советское время. Для того, чтобы объединить деятелей искусства в одну организацию, в начале 1920-х годов был создан Союз работников искусств СССР, соответственно армянское территориальное подразделение РАБИСА. Некоторое время спустя творческие союзы были образованы, а РАБИС превратился в учреждение музыкантов-любителей занимающихся свадьбами и похоронами .
Представители этого жанра и их слушатели, официально стали считаться маргинальным слоем, а музыка, соответственно, маргинальной. Рабис был отвергнут советской властью, который не сочетался с советской культурой и национальным идеалам армянского человека.
Музыкантам не разрешали доступ на радио и телеканалы, они не освещались в средствах массовой информации. Рабис распространялся благодаря тайным вечеринкам и другими торжествам на которых пели песни данного жанра.
1980-е годы во время перестройки рабис начал распространяться среди большинства населения.

### Независимая Армения
После распада СССР и обретение Арменией независимости, рабис стал более массовым жанром музыки и больше не считалась маргинальной.
В середине 1990-х начали появляться разные телевизионные программы в которых приглашали исполнителей рабиса, начали выпускаться альбомы и кассеты, многие песни данного жанра стали хитами.
Новым пиком популярности рабиса стала середина 2000-х годов. Появился поджанр рабиса — эстрадный рабис (его также часто называют армянской поп музыкой), исполнение которого было похоже на классический рабис, но отличался более мягким звучанием и сочетанием с другими музыкальными жанрами.

## Музыкальное описание
По мнению критиков, рабис имеет арабское или турецкое происхождение. Это объясняется тем, что многие песни этого жанра имеют сходство с песнями турецкого жанра арабеска. Вокальный тон обычно поется тенором и имитирует традиционные, а также основные вокальные стили, которые можно услышать в турецкой или арабской музыке, при этом певец подпевает вместе с основной мелодией в своего рода импровизации, обычно с вибрато, если таковое возможно. Рабис обычно исполняется с оркестром, состоящей из вокалиста, клавишника, дудукиста или кларнетиста (или оба музыканта), также дхолиста.
В последние годы происходит синтез между рабисом и другими жанрами, такими как поп, хип-хоп, электронная музыка и другие.

## Темы песен
Темы песен в основном о любви (в том числе о безответной любви), тоске, печали, горя и боли.

## Распространение
За пределами Армении рабис пользуется популярностью в армянской диаспоре, особенно в России и США (в основном в Лос Анджелесе и Глендейле).

## Стереотипы и образ жизни
Негатив у многих людей заключается в стереотипах относительно внешнего вида, образа жизни и образа мышления людей любящих рабис .
Среди них:
- Чрезмерная роскошь
- Темные очки, спортивная одежда, золотая цепь или крест, узкие туфли на высоком каблуке (арм. ծիծակ կոշիկներ)
- Сленг с большим количеством иностранных (в основном русских) слов
- Доминирующая мужественность или ярко выраженная женственность

## Известные исполнители
- Арам Асатрян
- Татул Авоян
- Спитакци Айко (Айк Гевондян)
- Тата Симонян
- Арменчик
- Арман Ованнисян
- Арташ Асатрян
- Тигран Асатрян

## Заметки
1. ↑  Ivan Biliarsky, Ovidiu Cristea, Anca Oroveanu. The Balkans and Caucasus: Parallel Processes on the Opposite Sides of the Black Sea. — Cambridge Scholars Publishing, 2012-01-17. — 349 с. — ISBN 978-1-4438-3705-7. Архивировано 5 июля 2022 года.
2. ↑  Բերդ Բաբայան. Ազգ օրաթերթ - մշակույթ - Ազգային մշակույթը հարկավոր է պահպանել ինչպես Երկրի պետական սահմանը (6 октября 2007). Дата обращения: 2009 թ․ ապրիլի 28. Архивировано 14 октября 2007 года.
3. ↑  Քրիստիան Կարպիս. Ռաբիս երևույթը (անգլերեն) (11 декабря 2007). Дата обращения: 2009 թ․ ապրիլի 28. Архивировано 22 октября 2019 года.